# Пещеры Диру
Пещеры Диру (греч. Σπήλαια Διρού) расположены в области Лакония (юг Пелопоннеса), на полуострове Мани в живописном заливе. В этой местности есть три пещеры — собственно Диру, Алепотрипа (Αλεπότρυπα — «Лисья Нора») и Глифада. Особенно велика первая, площадью в сотни тысяч квадратных метров, именно она и открыта для туристов. 
Значительную часть пещеры занимает подземное озеро, по которому туристов катают на лодках. Стандартный маршрут включает и пешую прогулку длиной около 800 к выходу по залам пещеры, снабженным искусственным освещением. В пещере Алепотрипа найдена стоянка древнего человека, там готовится к открытию музей, но пока туристов в саму пещеру не пускают.